# 知ってるor知ったか?クイズ!バレベルの塔
『知ってるor知ったか?クイズ!バレベルの塔』（しってるしったか?クイズ!バレベルのとう）は、2013年4月7日から9月29日まで朝日放送で放送されていたクイズバラエティ番組である。

## 概要
「このジャンルの知識だけは誰にも負けない」と豪語する芸能人（自称○○賢者）がクイズに挑戦し、その知識が本物か否かを確かめるクイズ番組である。2013年1月5日に単発番組として放送され、数字が取れたため4月からレギュラー化が決定。田村淳が関西ローカルの番組にレギュラー出演するのは、『暴ロンブー』（毎日放送、1998年 - 1999年）以来、13年半ぶりとなる。番組タイトルの由来は、「レベルがバレる塔」を略したものである。
近年は関西ローカルのバラエティ番組も東京で収録することが多いが、当番組は出演者を大阪に呼んで収録している。
当初の予定通り半年間で番組は終了したが、最終回で「次のステージに向けて新たな場所を用意してもらっている」と田村からスペシャルの放送決定が明かされた。
2013年11月30日に2時間スペシャルとして放送された。2015年10月17日に2年ぶりに2時間スペシャルとして放送された。

## クイズの流れ
大阪に突如出現した謎の塔・バレベルの塔。その塔の1〜5階の各フロアには“自称賢者”である挑戦者が詳しいと豪語するジャンルに関する5つの問題が用意されており、挑戦者はLv.1から順に解答し、全問正解を目指す。各問題ともに、挑戦者の解答後「バレベルジャッジ」で正解か不正解かが判定される。
正解すると1フロア上がって次の問題に進み、Lv.5まで全問正解すると「真の賢者」として認定され、賢者バッジが贈られる。ただし1問でも間違えるとその場で失格となり、残りの問題はお蔵入りになる。レベルが上がるほどルールは厳しくなり、VTRが絡み、細かい所まで答える問題の場合や、複数の声を聴いて答える「利き“○○”の間」では2回しか再生されない。さらにLv.5では一般正解率0%という枠を超え、単に解答するだけではなく「（セリフなどを）一言一句間違えずに」答える必要がある、あるいは提示される資料が非常に乏しい状況から正解を導き出すなど解答方法が非常に厳しい超難問であることが多い。失格となった場合、自称賢者はただの｢知ったか｣（間違え方によっては「知ったか以下」）と断定され、視聴者に向けて謝罪しなければならないが、｢知ったか｣と断定されてもその間違え方によってはナレーションの罵声が入ったテロップこそ放送されても、謝罪が免除あるいは放送されない場合もある。

## 出演者

### 司会
- バレベルの塔・主宰（司会進行）：田村淳（ロンドンブーツ1号2号）
- 問題読み（出題アシスタント）：桂紗綾（朝日放送アナウンサー、レギュラー版以降）

### 過去の出演者
- 問題読み（出題アシスタント）：斎藤真美（朝日放送アナウンサー、特番第1回）

## 放送リスト

### 特番（放送リスト）
| 回 | 放送日         | 自称賢者                                                   | テーマ           | 判定                                                                                              | オーディエンス |
| -- | -------------- | ---------------------------------------------------------- | ---------------- | ------------------------------------------------------------------------------------------------- | --- |
| 1  | 2013年1月5日   | たむらけんじ                                               | 焼肉             | 知ったか以下（Lv.2 MISS）                                                                         | 小出水（シャンプーハット） 小泉エリ 未知やすえ 品川庄司                                                            |
| 1  | 2013年1月5日   | てつじ（シャンプーハット）                                 | ラーメン         | 賢者認定（Lv.5）                                                                                  | 小出水（シャンプーハット） 小泉エリ 未知やすえ 品川庄司 たむらけんじ                                               |
| 1  | 2013年1月5日   | 桜 稲垣早希                                                | ヱヴァンゲリヲン | 知ったか（Lv.5 MISS）                                                                             | シャンプーハット 小泉エリ 未知やすえ 品川庄司 たむらけんじ                                                         |
| 2  | 2013年11月30日 | デーモン閣下                                               | 大相撲           | ただの悪魔（Lv.2 MISS）                                                                           | 榊原郁恵 品川庄司 小出水（シャンプーハット） モト冬樹                                                              |
| 2  | 2013年11月30日 | ヒデ（ペナルティ） 細川茂樹                                | 炊飯器           | ヒデ：知ったか（Lv.5 MISS） 細川茂樹：賢者認定（Lv.5）                                            | 榊原郁恵 品川庄司 小出水（シャンプーハット） 松本伊代 モト冬樹                                                     |
| 2  | 2013年11月30日 | 高橋茂雄（サバンナ） 福田充徳（チュートリアル） ギャル曽根 | 天下一品         | 高橋茂雄：知ったか（Lv.3 MISS） 福田充徳：知ったか（Lv.2 MISS） ギャル曽根：知ったか（Lv.3 MISS） | 品川庄司 シャンプーハット 手島優 松本伊代                                                                          |
| 3  | 2015年10月17日 | 武井壮                                                     | ドミノ・ピザ     | 賢者認定（Lv.5）                                                                                  | 浜本広晃（テンダラー） 岩尾望（フットボールアワー） 箕輪はるか（ハリセンボン） 品川祐（品川庄司） 佐野ひなこ       |
| 3  | 2015年10月17日 | 田中直樹（ココリコ）                                       | サメ             | 知ったか（Lv.5 MISS）                                                                             | 藤田憲右（トータルテンボス） 岩尾望（フットボールアワー） 箕輪はるか（ハリセンボン） 品川祐（品川庄司） 佐野ひなこ |

### レギュラー版（放送リスト）
| 回 | 放送日        | 自称賢者                                          | テーマ               | 判定                                                                                     | オーディエンス                                              |
| -- | ------------- | ------------------------------------------------- | -------------------- | ---------------------------------------------------------------------------------------- | ----------------------------------------------------------- |
| 1  | 2013年4月7日  | 浜本広晃（テンダラー）                            | マイケル・ジャクソン | 賢者認定（Lv.5）                                                                         | 未知やすえ シャンプーハット 品川祐（品川庄司）              |
| 1  | 2013年4月7日  | オモロー山下                                      | さぬきうどん         | 知ったか以下（Lv.2 MISS）                                                                | 未知やすえ シャンプーハット 品川祐（品川庄司）              |
| 2  | 2013年4月14日 | 松村邦洋                                          | 阪神タイガース       | リベンジを待つ（Lv.2 MISS）                                                              | 未知やすえ シャンプーハット 品川祐（品川庄司）              |
| 2  | 2013年4月14日 | 西田幸治（笑い飯）                                | 鎧かぶと             | 知ったか（Lv.3 MISS）                                                                    | 品川庄司 シャンプーハット                                   |
| 3  | 2013年4月21日 | 岩尾望（フットボールアワー）                      | Berryz工房           | 賢者認定（Lv.5）                                                                         | 品川庄司 シャンプーハット                                   |
| 4  | 2013年4月28日 | 原西孝幸（FUJIWARA）                              | プリキュア           | 知ったか（Lv.5 MISS）                                                                    | 品川庄司 シャンプーハット                                   |
| 5  | 2013年5月5日  | 博多華丸（博多華丸・大吉）                        | 福岡ホークス         | 賢者認定（Lv.5）                                                                         | 品川庄司 シャンプーハット 宇都宮まき                        |
| 5  | 2013年5月5日  | 白川悟実（テンダラー）                            | BOØWY                | 知ったか（Lv.3 MISS）                                                                    | 品川庄司 シャンプーハット 宇都宮まき 浜本広晃（テンダラー） |
| 6  | 2013年5月12日 | 哲夫（笑い飯）                                    | 花火                 | 賢者認定（Lv.5）                                                                         | 品川庄司 シャンプーハット                                   |
| 7  | 2013年5月19日 | 藤本敏史（FUJIWARA）                              | モーニング娘。       | 知ったか（Lv.4 MISS）                                                                    | 品川庄司 シャンプーハット                                   |
| 7  | 2013年5月19日 | 土肥ポン太                                        | 八百屋さん           | 知ったか（Lv.4 MISS）                                                                    | 品川庄司 シャンプーハット 宇都宮まき 浜本広晃（テンダラー） |
| 8  | 2013年5月26日 | 博多大吉（博多華丸・大吉）                        | 新日本プロレス       | 賢者認定（Lv.5）                                                                         | 品川庄司 シャンプーハット 宇都宮まき                        |
| 9  | 2013年6月2日  | 箕輪はるか（ハリセンボン）                        | 重機                 | 知ったか（Lv.4 MISS）                                                                    | 品川庄司 てつじ（シャンプーハット） 未知やすえ              |
| 10 | 2013年6月9日  | ヤナギブソン（ザ・プラン9）                       | パン                 | 知ったか（Lv.2 MISS）                                                                    | 品川庄司 てつじ（シャンプーハット） 未知やすえ              |
| 10 | 2013年6月9日  | 西村和彦                                          | 新幹線               | 知ったか（Lv.3 MISS）                                                                    | 品川庄司 てつじ（シャンプーハット） 未知やすえ              |
| 11 | 2013年6月16日 | ほっしゃん。                                      | フクロウ             | 賢者認定（Lv.5）                                                                         | 品川庄司 てつじ（シャンプーハット） 未知やすえ              |
| 12 | 2013年6月23日 | 田村裕（麒麟）                                    | スラムダンク         | 知ったか（Lv.5 MISS）                                                                    | 品川庄司 シャンプーハット 宇都宮まき                        |
| 13 | 2013年7月7日  | 八木真澄（サバンナ）                              | 柔道                 | 知ったか（Lv.3 MISS）                                                                    | 品川庄司 シャンプーハット 宇都宮まき                        |
| 13 | 2013年7月7日  | オール阪神（オール阪神・巨人）                    | 釣り                 | 知ったか（Lv.4 MISS）                                                                    | 品川庄司 シャンプーハット 宇都宮まき                        |
| 14 | 2013年7月14日 | 高橋茂雄（サバンナ）                              | ドラえもん           | 知ったか（Lv.5 MISS）                                                                    | 品川庄司 シャンプーハット 宇都宮まき                        |
| 15 | 2013年7月28日 | 矢野勝也（矢野・兵動）                            | 犬                   | 知ったか（Lv.5 MISS）                                                                    | 品川庄司 シャンプーハット 桂三度                            |
| 16 | 2013年8月11日 | 岡田圭右（ますだおかだ）                          | オリックス           | 知ったか（Lv.3 MISS）                                                                    | 品川庄司 シャンプーハット 桂三度                            |
| 16 | 2013年8月11日 | 藤田憲右（トータルテンボス）                      | 田中将大             | 賢者認定（Lv.5）                                                                         | 品川庄司 シャンプーハット 桂三度                            |
| 17 | 2013年8月18日 | 藤田憲右（トータルテンボス）                      |                      | 賢者認定（Lv.5）                                                                         | 品川庄司 シャンプーハット 桂三度                            |
| 17 | 2013年8月18日 | ちゃらんぽらん冨好                                | EXILE                | ニセザイル（Lv.3 MISS）                                                                  | 品川庄司 シャンプーハット 桂三度                            |
| 18 | 2013年8月25日 | 藤波辰爾                                          | 城                   | リベンジを待つ（Lv.3 MISS）                                                              | 未知やすえ 品川庄司 シャンプーハット                        |
| 18 | 2013年8月25日 | はなわ                                            | 白鵬                 | 知ったか（Lv.5 MISS）                                                                    | 未知やすえ 品川庄司 シャンプーハット                        |
| 19 | 2013年9月1日  | はなわ                                            |                      | 知ったか（Lv.5 MISS）                                                                    | 未知やすえ 品川庄司 シャンプーハット                        |
| 19 | 2013年9月1日  | ワッキー（ペナルティ）                            | ザックジャパン       | 賢者認定（Lv.5）                                                                         | 未知やすえ 品川庄司 シャンプーハット                        |
| 20 | 2013年9月8日  | 福田充徳（チュートリアル） ノッチ（デンジャラス） | カワサキZ            | 福田充徳：知ったか（Lv.5 MISS） ノッチ：知ったか（Lv.4 MISS）                            | 品川庄司 シャンプーハット 宇都宮まき                        |
| 21 | 2013年9月15日 | ヒデ（ペナルティ）                                | 掃除機               | 賢者認定（Lv.5）                                                                         | 品川庄司 シャンプーハット 宇都宮まき                        |
| 22 | 2013年9月22日 | 中田敦彦（オリエンタルラジオ） 椿姫彩菜 桂三度    | エヴァンゲリオン     | 中田敦彦：賢者認定（Lv.5） 椿姫彩菜：知ったか（Lv.4 MISS） 桂三度：知ったか（Lv.2 MISS） | 未知やすえ 品川庄司 シャンプーハット                        |
| 23 | 2013年9月29日 | たむらけんじ                                      | 焼肉リベンジ         | 知ったか以下（Lv.2 MISS）                                                                | 未知やすえ 品川庄司 シャンプーハット                        |
| 23 | 2013年9月29日 | 11人の賢者 未公開ウンチク総集編                   |                      |                                                                                          |                                                             |

## スタッフ

### 特番（スタッフ）
- ナレーション：中邨雄二
- 構成：渡邊仁、やまだともかズ
- TD：小西剛生
- SW：楠本由希子
- CAM：長野允耶、岡田光司、川崎圭一郎、西良美和、重國祐治
- VE：川本龍文
- LD：葛原宏一
- MIX：神田雅之
- AUD：清水俊孝
- EED：岡田勉、野崎隼人
- MA：衛藤恒明
- 美術：田中彰洋
- CG：中山裕、明石達也
- 番組宣伝：中村智子
- デスク：田村圭
- AP：永田浩子
- 美術協力：つむら工芸、まいど、クラフト、高津商会、ビーム、東京衣裳、京阪商会、ジー・マックス
- 技術協力：アイネックス、戯音工房、ハートス
- 出題協力：キングレコード、グラウンドワークス、カラー、ヱヴァンゲリヲン新劇場版:Q、ラーメンWalker
- FD：近藤創
- AD：中村光
- ディレクター：福田篤、山田拓、三谷裕子
- 演出：丹田佳秀
- 演出監修：岡田秀行
- プロデューサー：田井中皓介（よしもとクリエイティブ・エージェンシー）
- チーフプロデューサー：辻史彦
- 協力：b-DASH
- 制作協力：吉本興業
- 制作著作：朝日放送

### レギュラー（スタッフ）
【】内は自称賢者（第5回放送以降のスタッフロールより）。
- ナレーション：中邨雄二【ゴジラ】
- 構成：渡邊仁【尾崎豊】、やまだともかズ【競馬】
- TD：小西剛生【ゴルフ】、楠本由希子【韓流→東方神起】、西良美和【宝塚】
- SW：楠本由希子【韓流→東方神起】、川本龍文【尼崎】
- CAM：長野允耶【少年マンガ】、栢分祐二【広島カープ】、岡田光司【セーリング】、津川貴行【ダイビング】、川崎圭一郎【鳥貴族→ガンダム→鳥貴族】、西良美和【宝塚】、松岡俊樹【アメフト】、田中康彦【メルセデス】、重国裕治【トヨタ車】、中本徹【ウェイクボード】、當房尚子【ベルばら】、手塚西都子【北斗の拳】、林加奈子【コンビニ】、小泉善彦【生き物】、竹島忠寛【ガンダム】、中西哲夫【CBR929】、山本久【夜遊び】
- VE：波田純一【広島焼き】、丸尾惠介【筋肉】、宇佐美貴士【地方のスナック】、村越順司【大声】、楠本由希子【韓流→東方神起】、谷口廣司【自転車】、虎城正仁【親バカ】
- LD：葛原宏一【海外→刑事貴族】
- MIX：神田雅之【シャフト】、清水俊孝【バイク】、和三晃章【ウクレレ】、佐藤雄亮【パチスロ】、薮田美毅【Cサブ】、久野順【飛行機】、寺田果生【缶コーヒー】
- AUD：清水俊孝【バイク】、和三晃章【ウクレレ】、湯川毅【BBQ】、佐藤雄亮【パチスロ】、神田雅之【シャフト】、寺田果生【缶コーヒー】、児玉憲太郎【音楽】
- EED：岡田勉【スタートレック】、山田潤【ジブリ】
- MA：衛藤恒明【大分県→吉本超合金】
- 美術：田中彰洋【邦画】
- CG：井上隆也【OASIS】、明石達也【ケツメイシ】
- 編成：佐々木真司【NBA】
- 番組宣伝：田野和彦【バファローズ】
- デスク：田村圭【空手】
- 美術協力：つむら工芸、まいど、クラフト、高津商会、ビーム、東京衣裳、京阪商会
- 技術協力：関西東通、アイネックス、戯音工房、ハートス、ピーキューブ
- 出題協力：ソニー・ミュージックジャパンインターナショナル（第1回）、釜たけうどん（第1回）、阪神タイガース（第2回）、月刊タイガース（第2回）、日本甲冑武具研究保存会 近畿支部（第2回）、東映アニメーション（第4回）、マーベラスAQL（第4回）、冴木一馬（花火写真家 / 第6回）、コマツ（第9回）、講談社ビーシー（第9回）、内村浩一（パンの耳 / 第10回）、中嶋茂夫（鉄道ジャーナリスト / 第10回）、神戸花鳥園（第11回）、掛川花鳥園（第11回）、OWL☆WAN（第11回）、ベースボール・マガジン社（第13回）、大新柔道会（第13回）、Fishingエイト（第13回）、エコーペットビジネス総合学院（第15回）、日本犬保存会（第15回）、中島眞理（動物写真家 / 第15回）、オリックス・バファローズ（第16回）、大前一樹（フリーアナウンサー、オリックス・バファローズシニアビジュアルプロデューサー / 第16回）、東北楽天ゴールデンイーグルス（第16・17回）、LDH（第17回）、本岡勇一（城めぐドットコム主宰 / 第18回）、日本相撲協会（第18回）、アディダス（第19回）、アンブロ（第19回）、ナイキ（第19回）、プーマ（第19回）、ミズノ（第19回）、バイク王（第20回）、DOUBLE-UP（第20回）、421（第20回）、カワサキ（第20回）、キングレコード（第22回）、グラウンドワークス（第22回）、海洋堂（第22回）、北新地 堂島精肉店（第23回）、北新地 焼肉やまちゃん（第23回）
- 映像協力：福岡ソフトバンクホークス（第5回）
- 取材協力：NACK5（第22回）[21]
- 問題監修：稲垣高広（マンガ研究者 / 第14回）
- AD：白石宗之【ジョジョ】、塩崎拓【ラクロス】、植村文雄【国道】、徳永未知郎【ディズニー】
- ディレクター：小川鉄平【嫁】、山下浩司【麻雀】、吉田昌平【チワワ】、中畔弘敬【サザン】、小玉和也【ミスチル→南野陽子】、三橋秀登【釣り】、中西常之【プロレス】、堀田真範【ゆず】
- 問題演出：中畔弘敬【サザン】、山下浩司【麻雀】、吉田昌平【チワワ】、小玉和也【ミスチル→南野陽子】、三橋秀登【釣り】、小川鉄平【嫁】、中西常之【プロレス】、堀田真範【ゆず】
- 演出：丹田佳秀【泡盛】
- 演出監修：岡田秀行【バルサ】
- プロデューサー：田井中皓介（よしもとクリエイティブ・エージェンシー）【ボウリング】、松本浩【関目】
- チーフプロデューサー：辻史彦【Beatles】
- 協力：b-DASH
- 制作協力：吉本興業
- 制作著作：朝日放送

## 放送局

### 特番第1弾（放送局）
| 放送地域       | 放送局                 | 系列           | 放送日                    | 放送時間       | 遅れ日数   |
| -------------- | ---------------------- | -------------- | ------------------------- | -------------- | ---------- |
| 近畿広域圏     | 朝日放送（ABC）        | テレビ朝日系列 | 2013年1月5日              | 23:30 - 翌0:24 | 制作局     |
| 福島県         | 福島放送（KFB）        | テレビ朝日系列 | 2013年1月5日              | 23:30 - 翌0:30 | 同時ネット |
| 長崎県         | 長崎文化放送（NCC）    | テレビ朝日系列 | 2013年1月5日              | 23:30 - 翌0:24 | 同時ネット |
| 鹿児島県       | 鹿児島放送（KKB）      | テレビ朝日系列 | 2013年1月5日              | 23:30 - 翌0:24 | 同時ネット |
| 福岡県         | 九州朝日放送（KBC）    | テレビ朝日系列 | 2013年2月22日             | 10:40 - 11:33  | 48日遅れ   |
| 新潟県         | 新潟テレビ21（UX）     | テレビ朝日系列 | 2013年3月16日（15日深夜） | 0:20 - 1:20    | 69日遅れ   |
| 香川県・岡山県 | 瀬戸内海放送（KSB）    | テレビ朝日系列 | 2013年3月16日（15日深夜） | 0:20 - 1:20    | 69日遅れ   |
| 青森県         | 青森朝日放送（ABA）    | テレビ朝日系列 | 2013年3月22日             | 23:15 - 翌0:15 | 76日遅れ   |
| 長野県         | 長野朝日放送（abn）    | テレビ朝日系列 | 2013年3月29日             | 23:15 - 翌0:15 | 83日遅れ   |
| 大分県         | 大分朝日放送（OAB）    | テレビ朝日系列 | 2013年3月29日             | 23:15 - 翌0:20 | 83日遅れ   |
| 宮城県         | 東日本放送（KHB）      | テレビ朝日系列 | 2013年3月30日             | 23:15 - 翌0:09 | 84日遅れ   |
| 静岡県         | 静岡朝日テレビ（SATV） | テレビ朝日系列 | 2013年3月30日             | 23:15 - 翌0:09 | 84日遅れ   |
| 山形県         | 山形テレビ（YTS）      | テレビ朝日系列 | 2013年3月30日             | 0:45 - 1:40    | 84日遅れ   |
| 岩手県         | 岩手朝日テレビ（IAT）  | テレビ朝日系列 | 2013年3月31日             | 15:30 - 16:30  | 85日遅れ   |
| 島根県・鳥取県 | 山陰中央テレビ（TSK）  | フジテレビ系列 | 2013年4月6日              | 12:00 - 12:55  | 91日遅れ   |

### レギュラー版（放送局）
| 放送地域       | 放送局                   | 系列           | 放送期間                       | 放送時間                     | ネット状況 |
| -------------- | ------------------------ | -------------- | ------------------------------ | ---------------------------- | ---------- |
| 近畿広域圏     | 朝日放送（ABC）          | テレビ朝日系列 | 2013年4月7日 - 9月29日         | 日曜 23:15 - 翌0:10          | 制作局     |
| 新潟県         | 新潟テレビ21（UX）       | テレビ朝日系列 | 2013年4月21日 - 10月20日       | 日曜 0:45 - 1:45（土曜深夜） | 遅れネット |
| 香川県・岡山県 | 瀬戸内海放送（KSB）      | テレビ朝日系列 | 2013年4月21日 - 9月29日        | 日曜 12:00 - 12:55           | 遅れネット |
| 宮城県         | 東日本放送（KHB）        | テレビ朝日系列 | 2013年4月28日 - 11月3日        | 日曜 0:45 - 1:45（土曜深夜） | 遅れネット |
| 広島県         | 広島ホームテレビ（HOME） | テレビ朝日系列 | 2013年5月3日 - 10月25日        | 金曜 0:15 - 1:15（木曜深夜） | 遅れネット |
| 愛媛県         | 愛媛朝日テレビ（eat）    | テレビ朝日系列 | 2013年5月6日 - 10月28日        | 月曜 0:58 - 1:53（日曜深夜） | 遅れネット |
| 秋田県         | 秋田朝日放送（AAB）      | テレビ朝日系列 | 2013年6月1日 - 12月21日        | 土曜 16:00 - 17:00           | 遅れネット |
| 石川県         | 北陸朝日放送（HAB）      | テレビ朝日系列 | 2013年6月15日 - 9月21日        | 土曜 16:00 - 16:55           | 遅れネット |
| 静岡県         | 静岡朝日テレビ（SATV）   | テレビ朝日系列 | 2013年6月25日 - 2013年11月26日 | 火曜 0:50 - 1:50（月曜深夜） | 遅れネット |
| 山口県         | 山口朝日放送（yab）      | テレビ朝日系列 | 2013年8月4日 - 2014年1月5日    | 日曜 0:45 - 1:42（土曜深夜） | 遅れネット |
| 福岡県         | 九州朝日放送（KBC）      | テレビ朝日系列 | 2013年8月17日 - 2014年3月22日  | 土曜 0:55 - 1:50（金曜深夜） | 遅れネット |
| 山形県         | 山形テレビ（YTS）        | テレビ朝日系列 | 2013年8月18日 - 2014年1月26日  | 日曜 0:45 - 1:40（土曜深夜） | 遅れネット |
| 熊本県         | 熊本朝日放送（KAB）      | テレビ朝日系列 | 2013年8月24日 - 2014年2月1日   | 土曜 16:00 - 16:55           | 遅れネット |
| 北海道         | 北海道テレビ（HTB）      | テレビ朝日系列 | 2013年10月5日 - 2014年4月27日  | 日曜 0:45 - 1:45（土曜深夜） | 遅れネット |
| 沖縄県         | 琉球朝日放送（QAB）      | テレビ朝日系列 | 2013年10月5日 - 2014年4月26日  | 土曜 16:00 - 16:55           | 遅れネット |

#### 不定期放送
| 放送地域 | 放送局                | 放送開始日    | 放送終了日 | 系列           |
| -------- | --------------------- | ------------- | ---------- | -------------- |
| 岩手県   | 岩手朝日テレビ（IAT） | 2013年3月31日 |            | テレビ朝日系列 |
| 長崎県   | 長崎文化放送（NCC）   | 2013年6月29日 | 2014年7月  | テレビ朝日系列 |

### 特番第2弾（放送局）
| 放送地域   | 放送局              | 系列           | 放送日         | 放送時間      | 遅れ日数  |
| ---------- | ------------------- | -------------- | -------------- | ------------- | --------- |
| 近畿広域圏 | 朝日放送（ABC）     | テレビ朝日系列 | 2013年11月30日 | 13:55 - 15:55 | 制作局    |
| 沖縄県     | 琉球朝日放送（QAB） | テレビ朝日系列 | 2013年12月29日 | 14:00 - 15:55 | 29日遅れ  |
| 山口県     | 山口朝日放送（yab） | テレビ朝日系列 | 2014年1月2日   | 16:00 - 18:00 | 33日遅れ  |
| 福岡県     | 九州朝日放送（KBC） | テレビ朝日系列 | 2014年4月5日   | 12:00 - 13:59 | 126日遅れ |
| 長崎県     | 長崎文化放送（NCC） | テレビ朝日系列 | 2014年5月4日   | 15:30 - 17:25 | 155日遅れ |